# Toma
Toma je moško osebno ime.

## Izvor imena
Ime Toma je izpeljano iz moškega osebnega imena Tomaž.

## Pogostost imena
Po podatkih SURSa je bilo na dan 31. decembra 2007 v Sloveniji 32 oseb z imenom Toma.